# Paul Korir
Paul Korir (Lessos, 15 luglio 1977) è un ex mezzofondista keniota, campione mondiale indoor sulla distanza dei 1500 metri piani a Budapest 2004.

## Biografia
Oltre al titolo mondiale è stato anche campione panafricano ad Abuja 2003 e campione africano a Brazzaville 2004.

## Palmarès
| Anno | Manifestazione     | Sede        | Evento       | Risultato | Prestazione | Note |
| ---- | ------------------ | ----------- | ------------ | --------- | ----------- | ---- |
| 2003 | Mondiali           | Saint-Denis | 1500 m piani | 4º        | 3'33"47     |      |
| 2003 | Giochi panafricani | Abuja       | 1500 m piani | Oro       | 3'37"52     |      |
| 2004 | Mondiali indoor    | Budapest    | 1500 metri   | Oro       | 3'52"31     |      |
| 2004 | Africani           | Brazzaville | 1500 m piani | Oro       | 3'39"48     |      |

## Campionati nazionali
1999
- Eliminato in semifinale ai campionati kenioti, 800 m piani - 1'47"8

2000
- 8º ai campionati kenioti, 800 m piani - 1'48"6

2001
- 8º ai campionati kenioti, 800 m piani - 1'51"05

2002
- 6º ai campionati kenioti, 800 m piani - 1'48"81

## Altre competizioni internazionali
2000
- 9º all'Herculis ( Monaco), 800 m piani - 1'46"99

2001
- 9º all'Herculis ( Monaco), 800 m piani - 1'45"02
- 9º all'Athletissima ( Losanna), 800 m piani - 1'47"53

2002
- 10º al Golden Gala ( Roma), 800 m piani - 1'47"23

2003
- Oro alle IAAF World Athletics Final ( Montecarlo), 1500 m piani - 3'40"09
- Bronzo al Memorial Van Damme ( Bruxelles), 1500 m piani - 3'30"72
- Bronzo al Meeting de Paris ( Parigi), 1500 m piani - 3'32"44

2004
- 5º alle IAAF World Athletics Final ( Montecarlo), 1500 m piani - 3'45"68
- 4º al Meeting de Paris ( Parigi), 1500 m piani - 3'31"57
- Oro all'ISTAF Berlin ( Berlino), 1500 m piani - 3'32"46
- 16º al Golden Gala ( Roma), 1500 m piani - 3'37"69

2005
- 10º al Prefontaine Classic ( Eugene), miglio - 3'59"86
- 9º all'Athletissima ( Losanna), 800 m piani - 1'49"30